# Villa Imperiale Scassi
Die Villa Imperiale Scassi ist ein historischer Adelssitz im genuesischen Stadtteil Sampierdarena, in dem heute das Gymnasium Nicolò Barabino untergebracht ist. Sie wurde Mitte des 16. Jahrhunderts von den Brüdern Ponzello für die Familie Imperiale erbaut.
Wegen der Pracht und Eleganz ihrer architektonischen Struktur und ihrer Innenräume sowie wegen des malerischen Parks zwischen zwei Hügeln, die fast bis zum Gipfel des Promontorio reichten, wurde sie „la Bellezza“ genannt.

## Geschichte

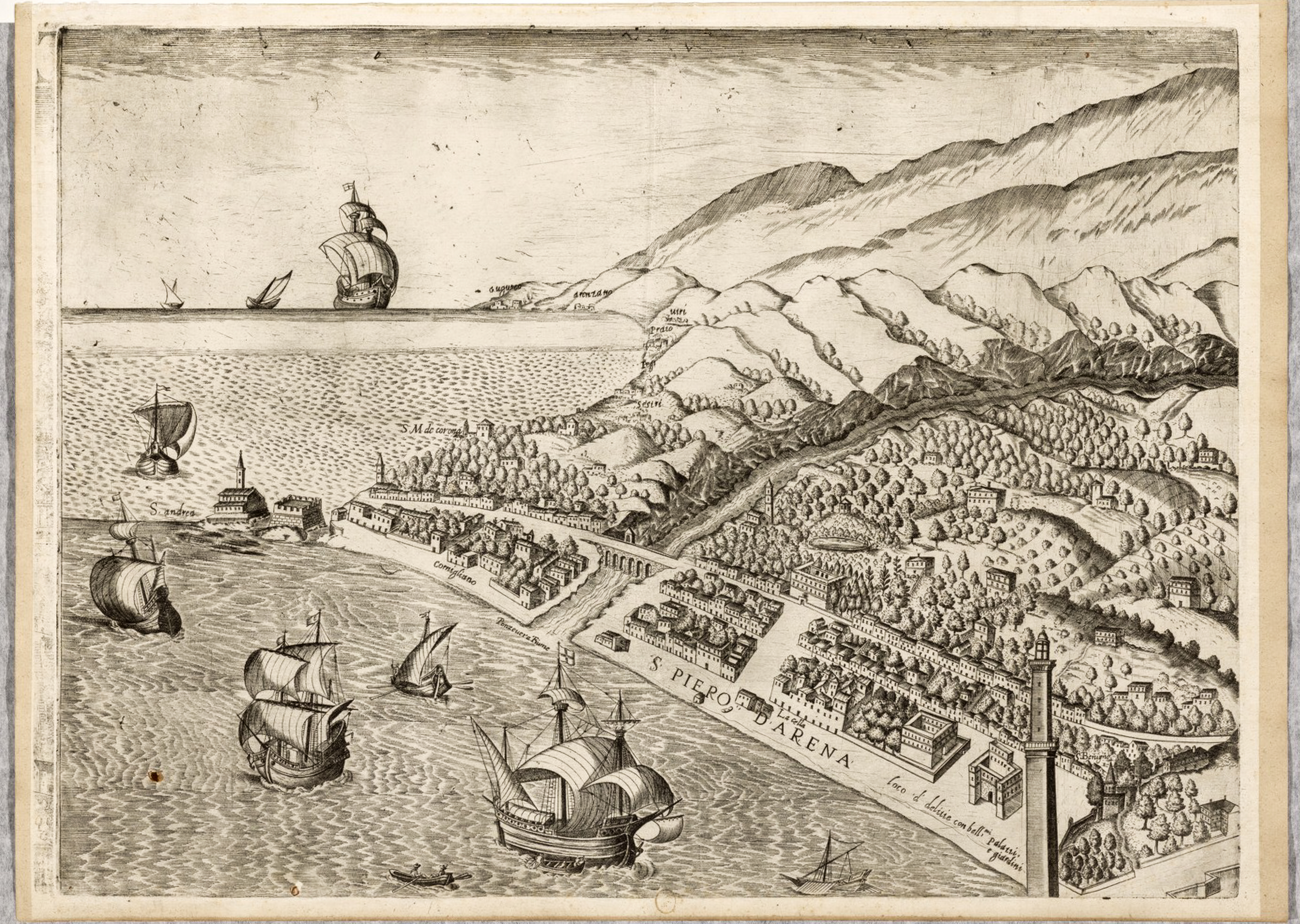
Auf einer Karte von Alessandro Baratta aus dem Jahr 1637 war der Ort so berühmt, dass der Kartograph vermerkte: „loco di delizie con bellissimi palazzi e giardini“ (dt. Ort der Freuden mit schönen Palästen und Gärten). Man kann die Villa Pallavicino Gardino, die Villa Grimaldi und in der Mitte die Villa Scassi sehen.

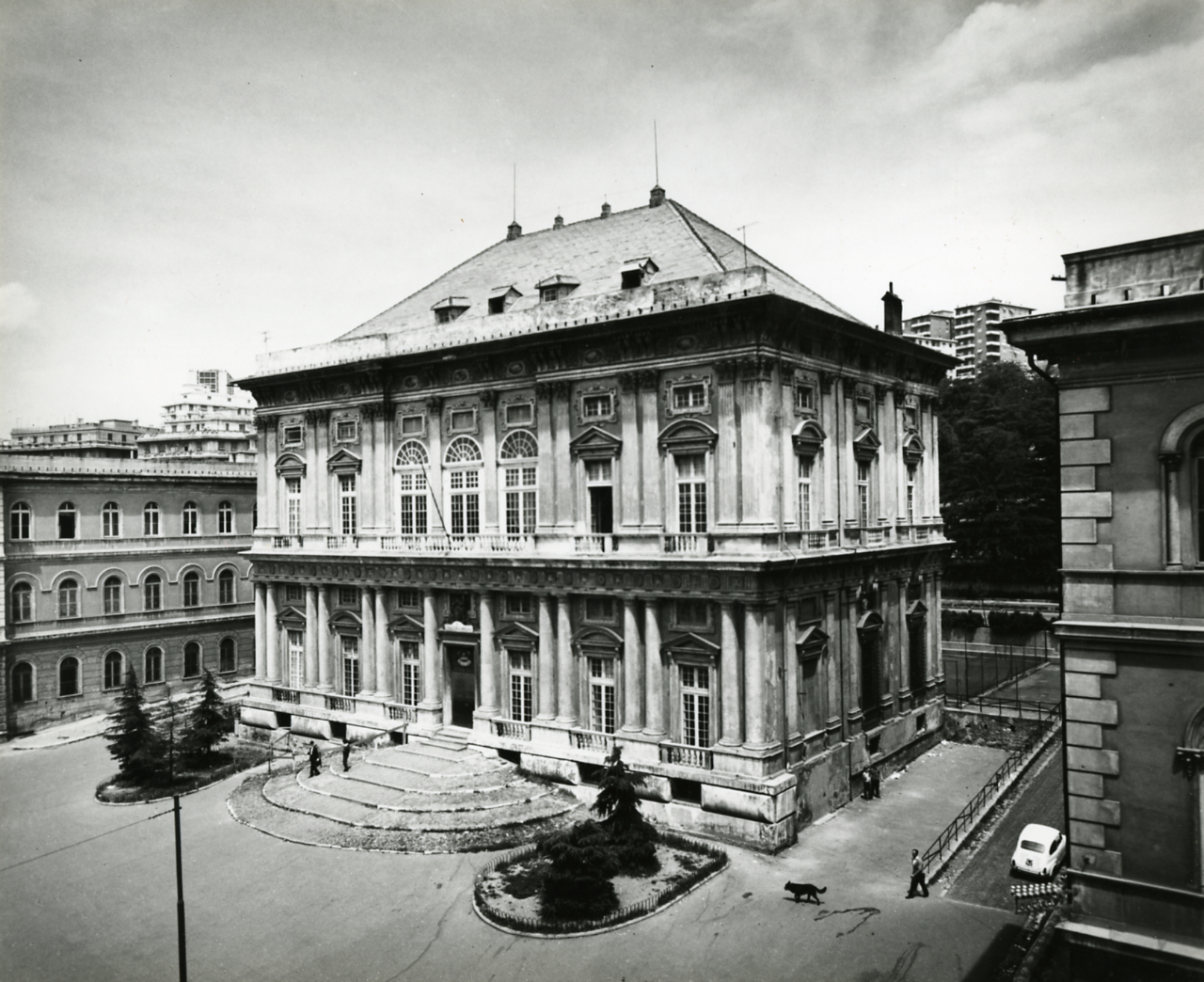
Die Hauptfassade der Villa auf einem Foto von Paolo Monti aus dem Jahr 1963

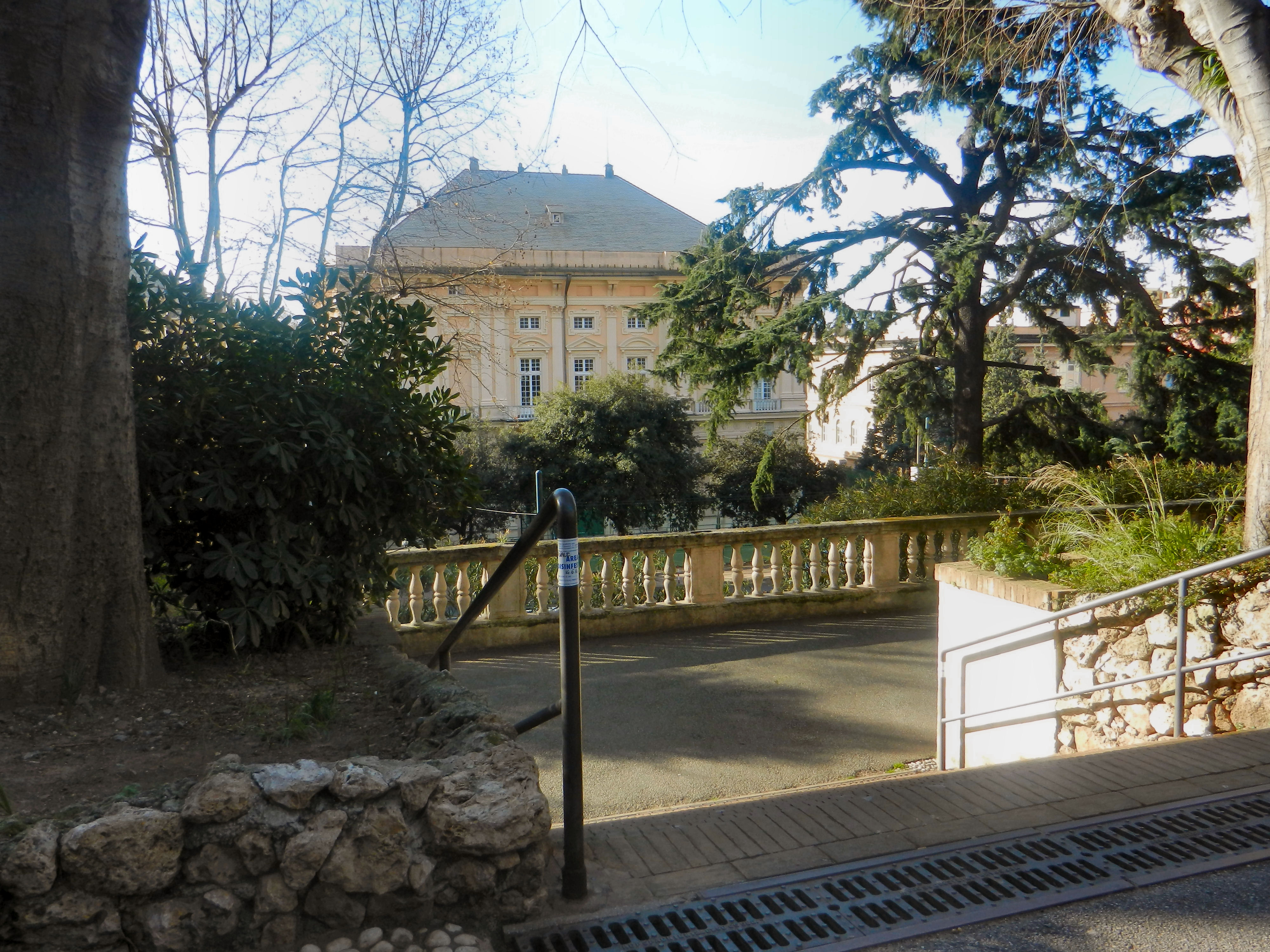
Rückansicht vom Garten aus gesehen, der heute ein öffentlicher Park ist

Die Villa, eine der schönsten im Bezirk Sampierdarena, wurde zwischen 1560 und 1563 für Vincenzo Imperiale nach einem Entwurf der Brüder Domenico und Giovanni Ponzello erbaut, die sich an dem von Galeazzo Alessi aus Perugia in Genua eingeführten Stil und insbesondere an der Villa Giustiniani Cambiaso in Albaro orientierten, auch wenn die Loggia im Vergleich zu dieser vom Erdgeschoss in den ersten Stock verlegt wurde.
Die ursprüngliche Dekoration der Außen- und Innenräume, die Vincenzo Imperiale von großen, damals in Genua tätigen Künstlern anfertigen ließ, wurde nach und nach von seinen Söhnen Giovanni Giacomo, Doge zwischen 1617 und 1619, und seinem Enkel Giovanni Vincenzo Imperiale, einem Mäzen und Förderer von Künstlern, sowie einem Schriftsteller und Kunstsammler, fortgesetzt.
Nach der Glanzzeit der ersten beiden Jahrhunderte verfiel die Villa aufgrund der historischen Ereignisse zwischen dem Ende des 18. und dem Beginn des 19. Jahrhunderts. Während der Belagerung Genuas im Jahr 1800 wurde sie von den österreichischen Truppen als Krankenhaus und Kaserne genutzt. Im Jahr 1801 wurde das Gebäude von Onofrio Scassi, einem wohlhabenden Arzt und Universitätsdozenten, erworben, aber bereits 1802 wurde es von der pro-französischen republikanischen Regierung beschlagnahmt, um als Unterkunft für die Offiziere der napoleonischen Armee genutzt zu werden, und erst 1816, nach dem Sturz Napoleons, konnte Scassi sie wieder in seinen Besitz bringen und den Kauf von Giulio Imperiale di S. Angelo besiegeln.
Ab 1821 ließ Onofrio Scassi sie restaurieren und verschönern, so dass sie wieder in ihrem alten Glanz erstrahlte. Mit der Restaurierung wurde der Architekt Carlo Barabino beauftragt, während Michele Canzio und Gaetano Centenaro die dekorativen Eingriffe im Inneren im Stil des Klassizismus ausführten.

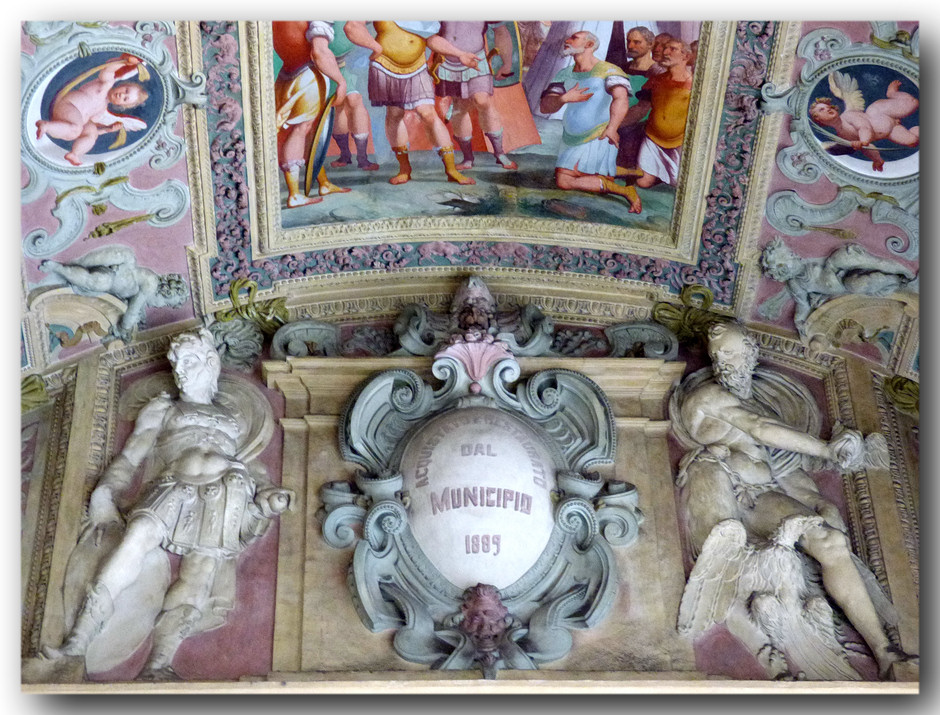
Datum der Restaurierung und des Erwerbs durch die Gemeinde Sampierdarena

Im Jahr 1888 wurde die Villa von der Gemeinde Sampierdarena erworben und 1926, mit der Gründung von Grande Genova, wurde sie Teil des städtischen Vermögens von Genua. Mit dem Bau und dem Ausbau der Straßen im 20. Jahrhundert wurde die Villa vollständig in das städtische Gefüge einverleibt, aber sie hat sich trotzdem die Feierlichkeit und Eleganz bewahrt, die ihr im Laufe ihrer Geschichte den Beinamen „Bellezza“ eingebracht haben. Zu Beginn des 20. Jahrhunderts wurden auf beiden Seiten zwei Schulgebäude errichtet. Auch die Villa wurde seit 1922 als Schulgebäude genutzt und hat verschiedene Institute beherbergt. Nach einer erneuten Restaurierung in den Jahren 1937–1938 wurde sie Sitz des Istituto professionale „Principe di Napoli“ (nach dem Krieg wurde sie nach Giuseppe Casaregis umbenannt) und in jüngster Zeit Sitz der Mittelschule „N. Barabino“.

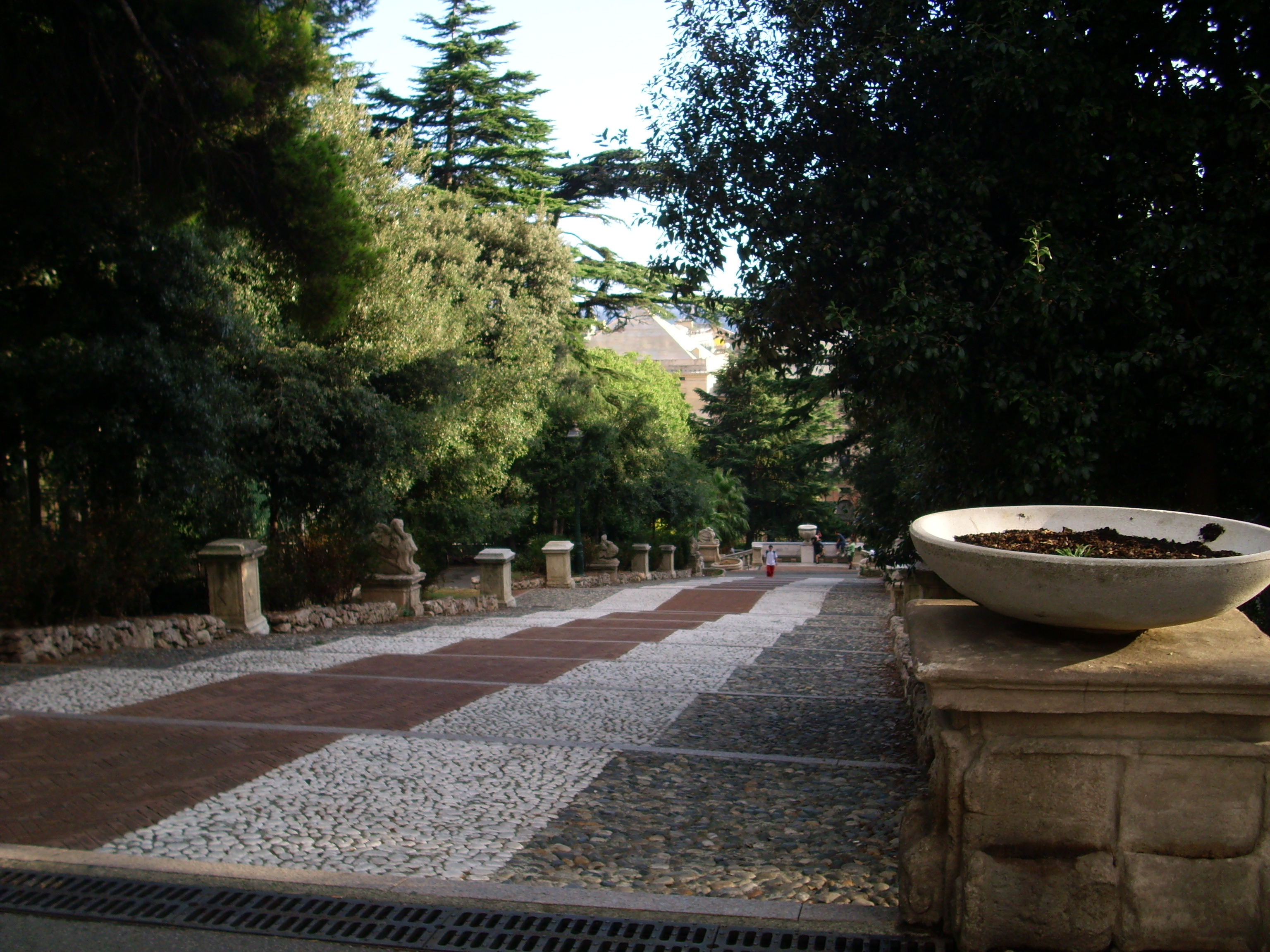
Blick in den Garten

Der große Park wurde im flussaufwärts gelegenen Teil durch den Bau des Krankenhauses Villa Scassi, des drittgrößten Krankenhauses der Stadt, im Jahr 1915 weitgehend zerstört. Das Gebäude verlor schließlich um 1920 die Verbindung zu seinem Garten, als in dem unmittelbar flussaufwärts gelegenen Gebiet ein Fußballstadion gebaut wurde, das von 1920 bis 1926 Spielstätte des Fußballvereins Sampierdarenese war. Das Stadion bestand jedoch nur eine kurze Zeit und wurde 1929 aufgrund der Eröffnung der neuen, nach dem sampierdarenesischen Alpengeneral Antonio Cantore benannten Zufahrtsstraße wieder beseitigt. Der zentrale Teil des Parks zwischen der Via Cantore und dem Corso Scassi, an dem sich der Haupteingang des Krankenhauses befindet, ist immer noch ein öffentlicher Garten. Nach einer Phase des langsamen Verfalls in der zweiten Hälfte des 20. Jahrhunderts wurde Anfang der 2000er Jahre eine Sanierung durchgeführt. Der Garten umfasst heute eine Fläche von etwa 1,5 ha und ist der größte öffentliche Park im Stadtgebiet von Sampierdarena. Die Via Cantore und das Krankenhaus Villa Scassi sind außerdem durch einen öffentlichen Aufzug verbunden, der ebenfalls mit einem Beitrag von mehr als 940.000 Euro aus dem EFRE-Fonds der Europäischen Union gebaut wurde und der bis zu 30 Personen aufnehmen und 14 Fahrten pro Stunde in 80 Sekunden durchführen kann.
Der Teil des Gartens vor dem Palasteingang, der früher durch ein Tor von der öffentlichen Straße abgetrennt war und in „Largo Pietro Gozzano“ umbenannt wurde, ist heute ebenfalls ein öffentlicher Platz, der von anderen historischen Residenzen in Sampierdarena beherrscht wird.

### Illustre Gäste
1713 empfing Francesco Maria Imperiale, damals Doge der Republik Genua, in der Villa Elisabeth Christine von Braunschweig, die Gemahlin Karls VI. von Habsburg, die auf dem Weg nach Wien durch die Stadt reiste.
Zwischen dem 25. Juli und dem 17. August 1764 war der junge Duke of York, der Bruder von König Georg III. von England, dort zu Gast.
1817 beherbergte Onofrio Scassi in der Villa, die gerade in seinen Besitz übergegangen war (und noch restauriert werden musste) den Großherzog Michael, den Bruder des Zaren Alexander I. von Russland.

## Architektur
Das Gebäude steht leicht erhöht und von der Straße zurückgesetzt, im Gegensatz zu den anderen Villen des Viertels, wie z. B. den nahe gelegenen Villen Grimaldi und Lercari Sauli, die sich gegenüber befinden und direkt an die Via Daste grenzen.

### Äußeres

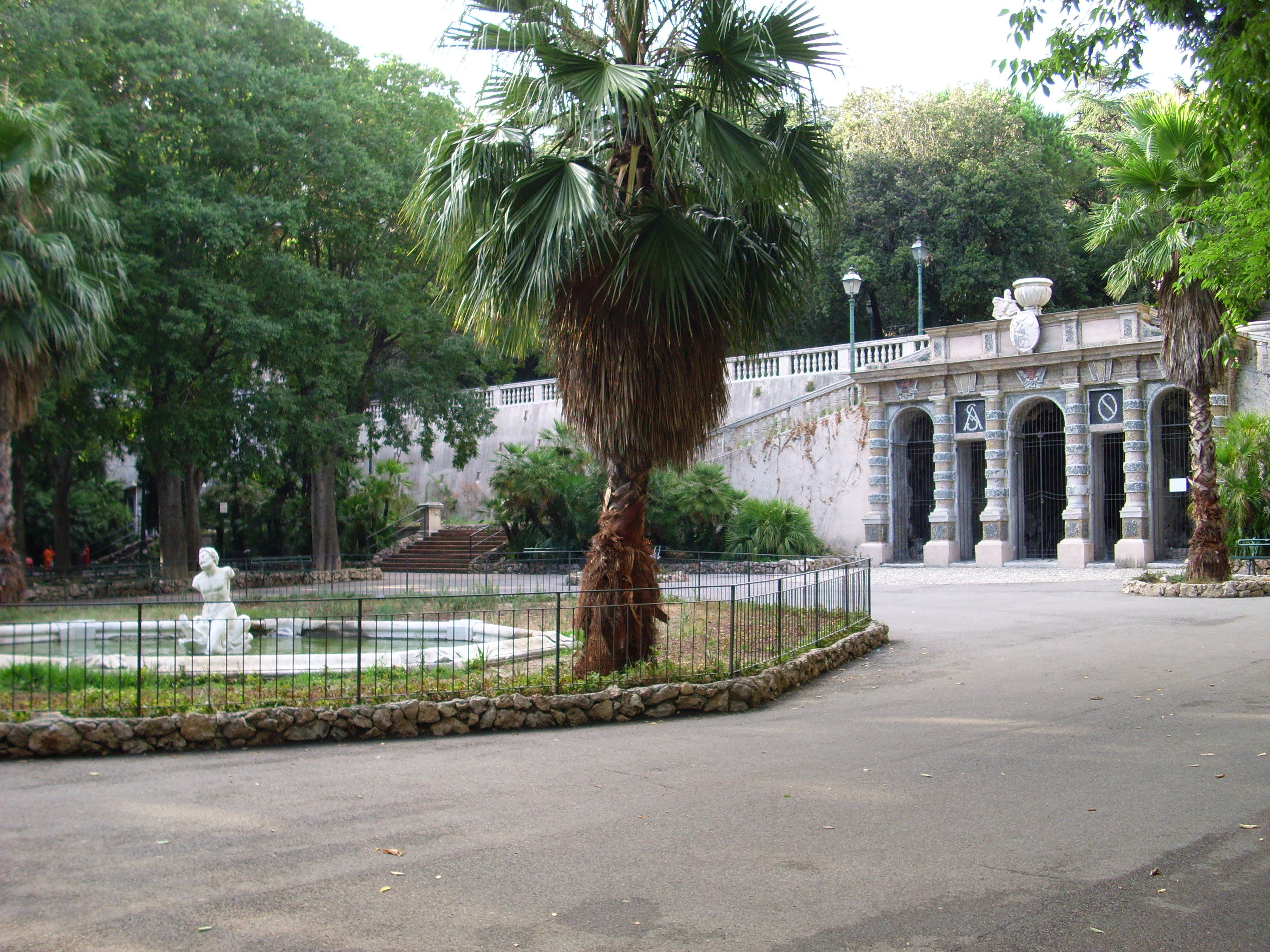
Detail des Gartens mit dem Neptunbrunnen und dem Nymphäum

Das äußere Erscheinungsbild des Gebäudes erinnert, wie das vieler anderer Genueser Patriziervillen jener Zeit, an die von Alessi 1548 errichtete Villa Giustiniani Cambiaso di Albaro, die zum Vorbild und zur Inspiration für viele Architekten jener Zeit geworden war. Die Ähnlichkeit zwischen den beiden Gebäuden zeigt sich in der Dreiteilung der Fassade, der Verwendung von architektonischen und dekorativen Lösungen wie korinthischen Säulen, Tympana an den Fenstern und der reichen Stuckverzierung der Gesimse.
Die Hauptfassade, mit Blick auf den Largo Gozzano, ist im manieristischen Stil gehalten und mit ionischen Halbsäulen im Erdgeschoss und korinthischen Lisenen im ersten Stock sowie mit zwei raffinierten Stuckfriesen verziert. Der erste Eindruck wird durch die große zentrale Loggia im Piano Nobile vervollständigt. Die Fenster werden von abwechselnd geschwungenen und dreieckigen Tympana gekrönt. Die Großartigkeit der Fassade, die auch auf die beträchtliche Länge des Gebäudes und die großen Fenster der Loggia zurückzuführen ist, wurde ursprünglich in ihrer Beziehung zum Park vervollständigt.
Die Perspektive entwickelte sich entlang einer imaginären Achse, die den Haupteingang, das hintere Tor, die Gartenallee, die Brunnen und das Nymphäum auf ideale Weise miteinander verband und machte das Gebäude zum Ausgangspunkt eines größeren und landschaftlich reizvollen Komplexes, der hier zum ersten Mal in die Geschichte verwirklicht wurde.
Die hintere Fassade, die einst auf den Park hinausging und heute auf die Via Cantore ausgerichtet ist, nimmt die Gestaltung der Hauptfassade auf. Sie ist durch das zentrale Portal geprägt, das einst den Zugang zum Park ermöglichte und von einer Terrasse mit drei großen Fenstern überragt wird, deren Dekoration das Motiv der Hauptfassade aufgreift.

### Innen

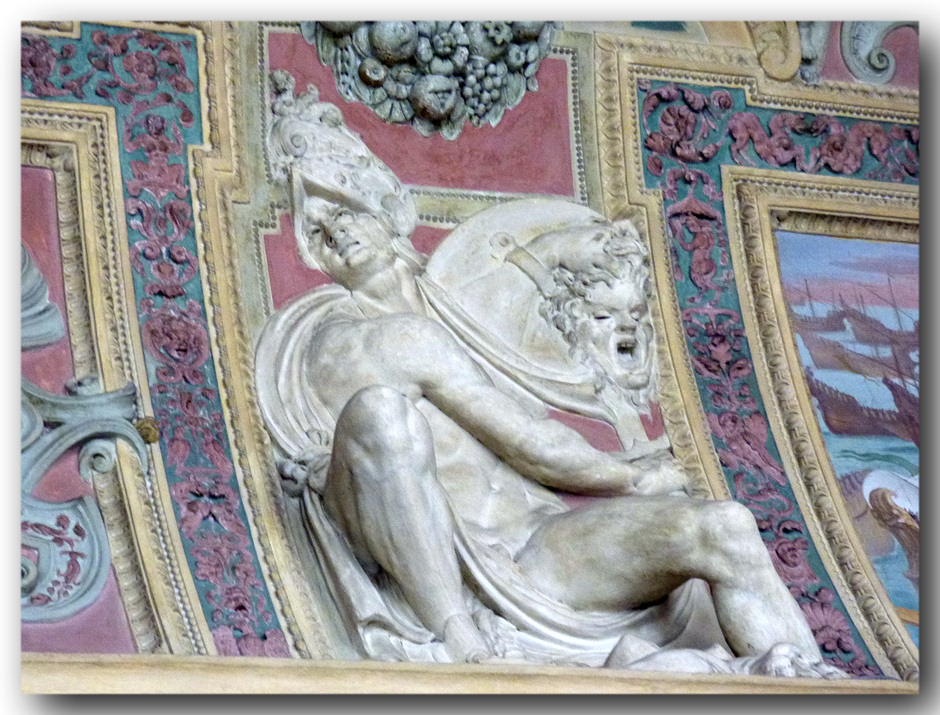
Hochrelief: David mit dem Kopf des Goliath

Das Innere konzentriert sich vor allem auf das Atrium und die Loggia auf dem Piano Nobile, die durch eine zweiläufige Treppe verbunden sind. Die reiche Dekoration stammt von Marcello Sparzo aus Urbino, der auch die vier Statuen in den Nischen des Atriums und zwei weitere auf halber Höhe der Treppe schuf, die Giovanni Giacomo Imperiale darstellen, eine als Dogen und eine als Krieger.
Das Gewölbe des Atriums wurde später von Giovanni Carlone mit mythologischen Motiven ausgemalt (Samson besiegt den Löwen), Bernardo Castello freskierte das Gewölbe der Loggia mit Szenen aus Das befreite Jerusalem, den Geschichten des David und dem Triumph des Saul mit seinen Schülern. Die Loggia führt zur Kapelle, die im Bericht des apostolischen Besuchers Francesco Bossi von 1582 erwähnt wird und um die Mitte des 18. Jahrhunderts entweiht wurde.

### Garten

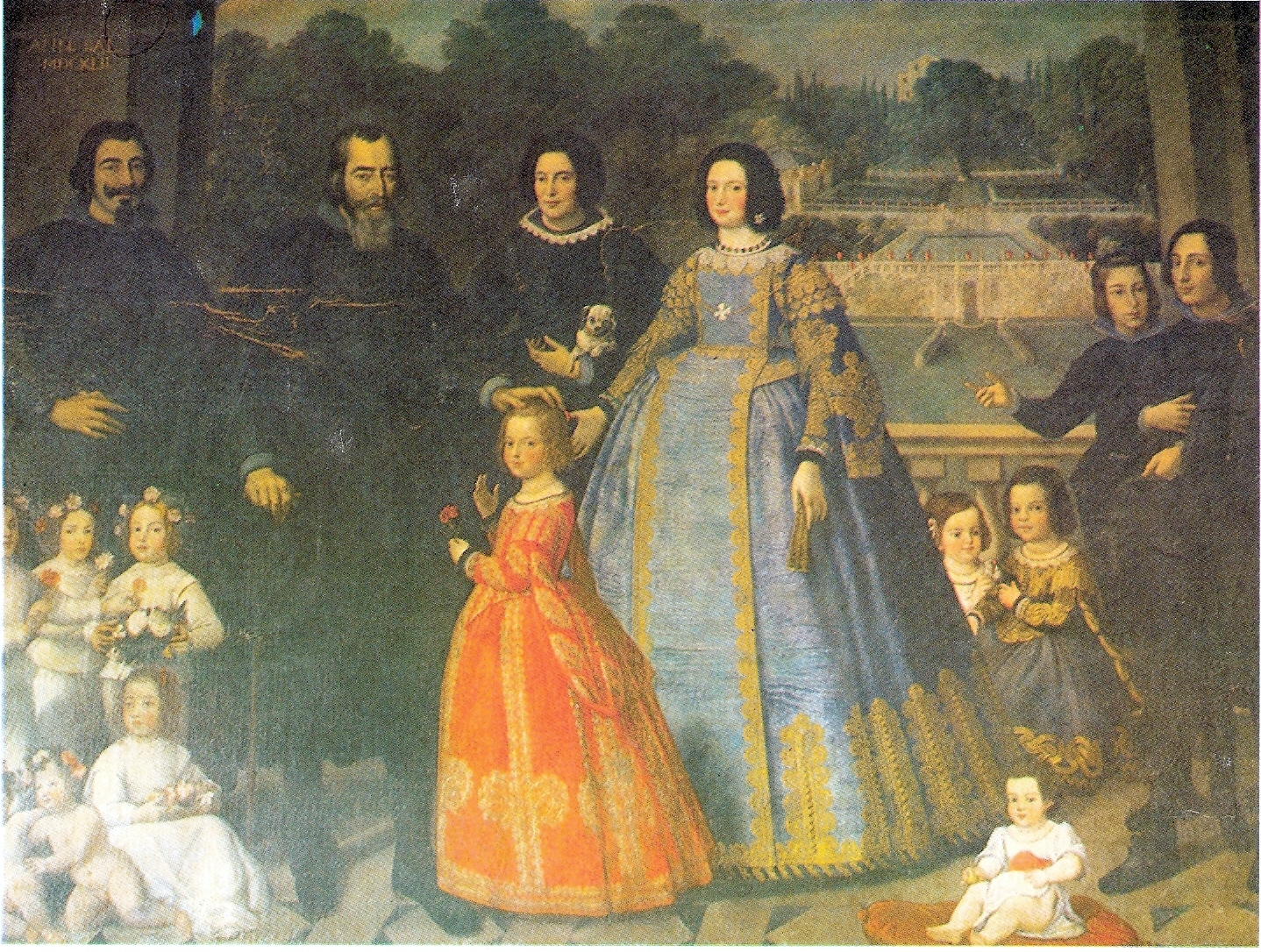
Die Familie Imperiale mit dem Garten im Hintergrund (D. Fiasella und G.B. Casoni, 1642)

Im Jahr 1642 schuf Domenico Fiasella zusammen mit Giovanni Battista Casoni ein Gruppenporträt, das Giovanni Vincenzo Imperiale mit seiner Familie an den Fenstern der hinteren Loggia zeigt, während im Hintergrund der Garten der Villa mit seinen Alleen und der Abfolge von Terrassen, die den Hügel hinaufführen, deutlich zu erkennen ist. Das Gemälde wird heute in der Galerie des Palazzo Luca Grimaldi („Palazzo Bianco“) aufbewahrt.

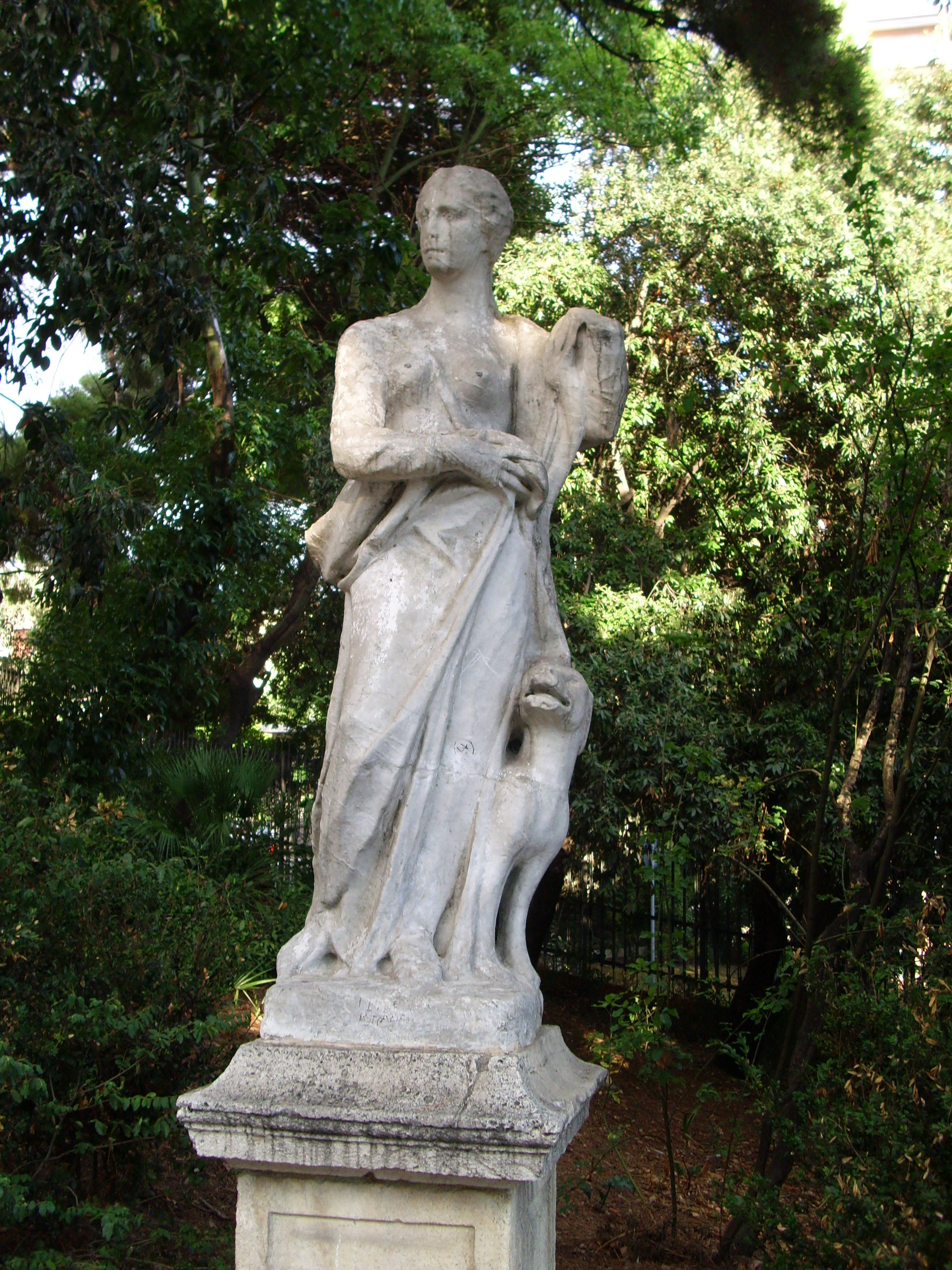
Eine der noch erhaltenen Statuen auf dem Boulevard

Der große Park, dessen Alleen sich zwischen großen Bäumen, Blumenbeeten, Statuen, Brunnen und künstlichen Grotten den Hügel hinaufzogen und der in einem künstlichen Teich und einer großen Voliere gipfelte (die mit dem Bau des Krankenhauses wegfielen), ist in Zeichnungen und Plänen von Martin Pierre Gauthier aus den Jahren 1818–1832 dargestellt. Diese Zeichnungen zeigen die Abfolge der Terrassen, die großen symmetrischen Rasenflächen, die sich mit Fischteichen und Springbrunnen abwechseln. Der Park wurde durch eine üppige Hainbepflanzung vervollständigt, die zu einer großen Fläche mit einem künstlichen Teich und einer Voliere führte. Heute kann man noch immer das große Nymphäum bewundern, das den schönen Neptunbrunnen umrahmt. Entlang der Allee sind einige der ursprünglichen Marmorstatuen, die den Verfall und Vandalismus überstanden haben, sowie die Sockel der entfernten Statuen in schlechtem Zustand erhalten geblieben, während ein großes Portal am Corso Scassi, direkt vor dem Eingang des Krankenhauses, erhalten geblieben ist.